# Louise Belgická
Princezna Louise Belgická, celým jménem Louise Sophie Mary (* 6. února 2004) je první dítě prince Laurenta Belgického a princezny Claire Belgické. V současné době je čtrnáctá v řadě následnictví belgického trůnu.

## Narození a křest
Princezna Louise se narodila 6. února 2004 ve Fakultní nemocnici Saint-Luc ve Woluwe-Saint-Lambert. Při narození vážila 3,42 kilogramů a měřila 54 centimetrů.
Její jméno, Louise Sophie Mary, vzdává čest jejím prababičkám: Marie Louise Sclifet, Luisa Gazelli dei Conti di Rossana, Astrid Sofia Lovisa Thyra Švédská a Olive Mary Harmer.
Pokřtěná byla 4. září 2004 v Longfods v La Hulpe v Belgii. Panství La Hupe patří baronovi a baronce Jacques-Ernestovi Solvayovi. Jejími kmotrami jsou princezna Markéta Lichtenštejnská a baronka Marie-Claude Solvay. Nebyla žádná zmínka o tom, kdo je kmotrem, ačkoli některé zprávy uvádějí, že kmotrem je korunní princ Rezá Pahlaví Íránský. Je možné, že nebyl zmíněn, protože není římský katolík.

## Život
Její dva mladší bratři jsou dvojčata, princ Nicolas a princ Aymeric Belgičtí, narozeni 13. prosince 2005.
Princezna Louise navštěvuje Lycee Francais a předtím navštěvovala soukromou školu v Tervurenu.
V roce 2009 dostala princezna Louise zápal plic na rodinné dovolené na Sardinii, což vedlo k hospitalizaci jejího otce, prince Laurenta.
Dne 2. června 2011 přijala první přijímání v Sainte-Catherine Bonlez, čtvrti Chaumont-Gistoux v provincii Valonský Brabant, za účasti královské rodiny. Její kmotra baronka Marie-Claude Solvay byla také přítomna.
V roce 2014 byla družičkou na svatbě svého bratrance, prince Amedea.

## Tituly a oslovení
Její královská Výsost princezna Louise Sophie Mary Belgická.